# The Enemy (1927)
The Enemy is een Amerikaanse stomme film uit 1927 onder regie van Fred Niblo met in de hoofdrollen Lillian Gish, Ralph Forbes en Ralph Emerson. Destijds werd de film in Nederland uitgebracht onder de titel De grootste vijand.

## Verhaal
De pasgetrouwde Carl (Ralph Forbes) wordt opgeroepen om te gaan vechten in de Eerste Wereldoorlog. Zijn vrouw Pauli (Lilian Gish) blijft alleen achter en heeft het niet makkelijk: ze ontdekt dat ze zwanger is en bovendien wordt haar pacifistische vader, professor Arndt (Frank Currier), ontslagen vanwege zijn overtuigingen. Wanneer ze verneemt dat Carl gesneuveld is wordt ze prostituee om de eindjes aan elkaar te kunnen knopen en haar baby eten te kunnen geven, maar de baby sterft. Aan het einde van de oorlog blijkt dat Carl zwaargewond werd maar nog in leven is. Het jonge paar wordt herenigd en haar vader wordt in ere hersteld.

## Rolverdeling
| Acteur              | Personage        | Opmerkingen        |
| ------------------- | ---------------- | ------------------ |
| Lillian Gish        | Pauli Arndt      |                    |
| Ralph Forbes        | Carl Behrend     |                    |
| Ralph Emerson       | Bruce Gordon     |                    |
| Frank Currier       | Professor Arndt  |                    |
| George Fawcett      | August Behrend   |                    |
| Fritzi Ridgeway     | Mitzi Winkelmann |                    |
| Hans Joby           | Fritz Winkelmann | als John S. Peters |
| Karl Dane           | Jan              |                    |
| Polly Moran         | Baruska          |                    |
| Billy Kent Schaefer | Kurt             |                    |
| Joel McCrea         | figurant         | (niet vermeld)     |

## Trivia
- De Motion Picture Producers and Distributors of America, opgericht door de filmindustrie in 1922, reguleerden de inhoud van films door middel van een lijst met onderwerpen die vermeden moesten worden. Hoewel Lillian Gish een prostituee portretteerde in de film, werd dit niet gecensureerd omdat prostitutie niet expliciet verboden was, zolang het niet gedwongen was (d.w.z. blanke slavernij) en aspecten van haar werk niet in de film werden getoond.[4]

- Jarenlang werd gedacht dat The Enemy verloren was gegaan totdat er een exemplaar werd ontdekt in de MGM-bibliotheek, die nu eigendom is van Turner Entertainment. De film mist echter nog steeds de laatste spoel.[5]